# Centre d'études de moteurs à explosion et à combustion
 (juillet 2014).
Si vous disposez d'ouvrages ou d'articles de référence ou si vous connaissez des sites web de qualité traitant du thème abordé ici, merci de compléter l'article en donnant les références utiles à sa vérifiabilité et en les liant à la section « Notes et références ».

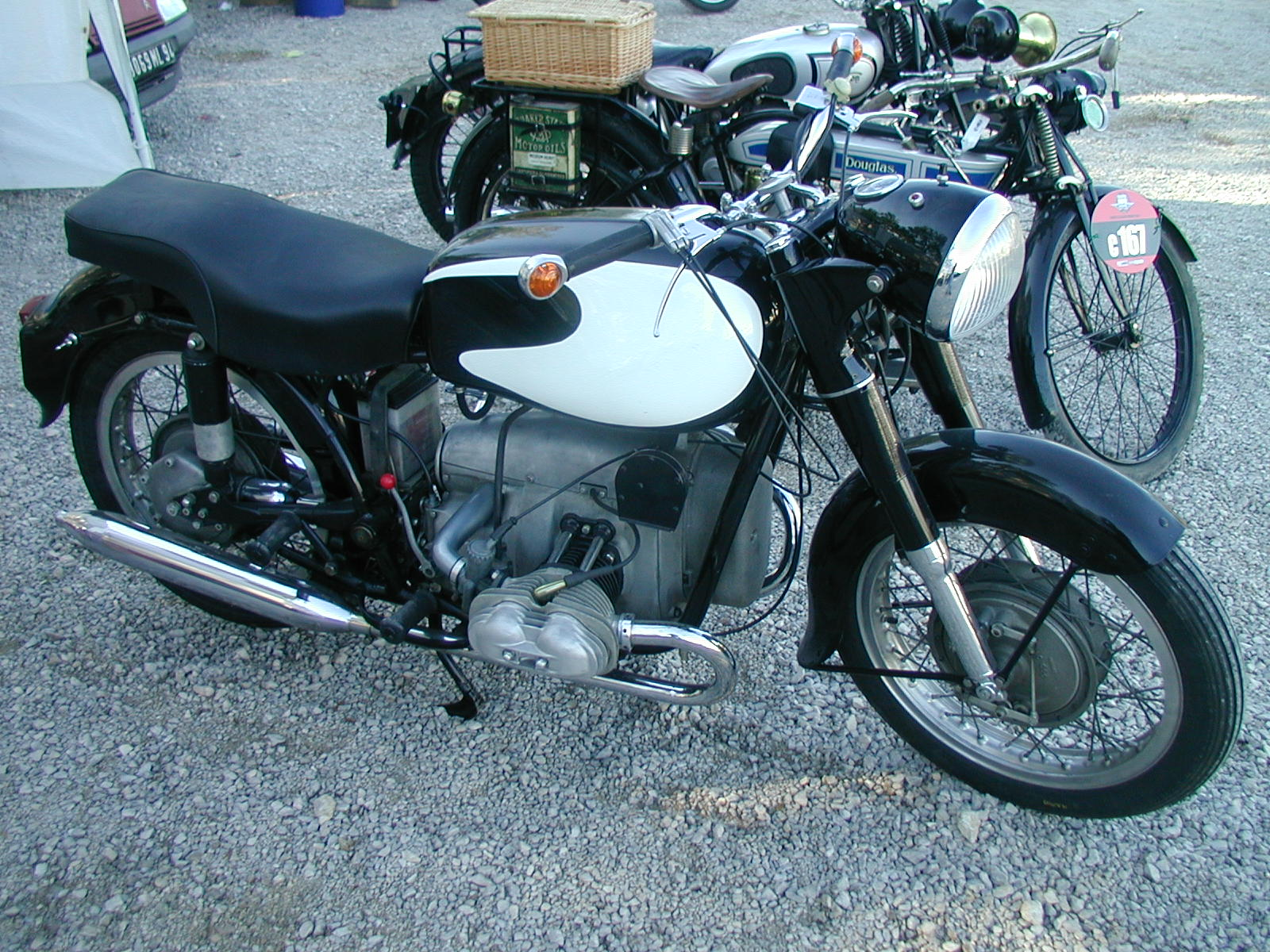
Une Ratier C6S, Ratier ayant repris la construction des L7, semblables aux BMW R 12, le moteur de la C6S s'inspire de la BMW R 75.

Le Centre d'études de moteurs à explosion et à combustion (CEMEC) prend la suite du Centre de montage et de récupération (CMR), qui avait pour mission de réparer les motos BMW prises aux Allemands (fondé en 1944).
Créé en 1947, le CEMEC finit par fabriquer des modèles spécifiques dérivés des BMW, destinés aux administrations françaises, ce qui en fera un véritable constructeur de motos.
En 1954, le CEMEC est racheté par Ratier.